# غار تاریخی لاهرود
قدمت غار تاریخی لاهرود به ماقبل تاریخ برمی گردد و روی این غارها را صخره‌های سنگی پوشانیده و در پایین این غار چشمه‌های متعددی وجوددارد، که این چشمه‌ها نقش حیاتی برای بومیان این منطقه بوده‌است. این چشمه‌ها احتمالاً به دریاچه زیر غار منتهی می‌شود.
برروی صخره‌های سنگی این غار خانه‌های گلی احداث شده‌است. سوراخ‌هایی از داخل غار به حیاط این خانه‌ها راه داشته که بر روی آن راه، سنگ بزرگی را گذاشته‌اند وهوای داخل غار از این سوراخ‌ها تهویه می‌شد.
در درون غار اتاقک‌ها ٫ تنور و آخورهایی نیز وجود داشت که در برهه‌ای از زمان، دزدان غیربومی در داخل آن زندگی می‌کردند. این غار از نوع معماری صخره‌ای بوده و به صورت سه طبقه درست شده که یک طبقه آن به انباری زیر زمینی ختم و دو طبقه دیگر آن محل سکونت انسان‌ها و نگهداری احشام بوده‌است.
زندگی در غارها، بومیان قدیم لاهرود را تاحدی از حوادث و ناگواریهایی که در طول تاریخ، مردم سایر روستاهای مشگین‌شهر را مکرراً تهدید می‌کرد مصون داشته بود. این غار توسط سازمان میراث فرهنگی استان اردبیل به ثبت ملی رسیده است.